# Gerrie de Jonge
Gerrie de Jonge (Klazienaveen-Noord, 13 juni 1948) is een Nederlandse voormalig voetballer van onder meer SC Cambuur in Leeuwarden, BV De Graafschap in Doetinchem en FC VVV.

## Loopbaan
Hij speelde op De Vijverberg in de Eredivisie van 1973 tot en met 1976 toen respectievelijk Piet de Visser en Evert Teunissen trainer waren. Bij Cambuur vormde hij samen met Johan Zuidema een gevaarlijk spitsenduo. De Graafschap wilde ze graag allebei aantrekken, maar dat was financieel niet haalbaar.
Later werd hij in Friesland trainer van amateur-voetbalverenigingen, bij Leeuwarder Zwaluwen, Blauw Wit '34, LAC Frisia, VV Leeuwarden, LVV Friesland en MKV'29. Bij laatstgenoemde club trainde hij de tweede selectie.
De Jonge was een zeer snelle spits en vooral in een counter-ploeg verscheen hij vaak alleen voor de keeper, maar hij kwam wel regelmatig in een onderdeel van de sportuitzending die in de jaren 70 op tv werd uitgezonden met de misser van de week. Hij was geliefd bij de supporters van De Graafschap vanwege zijn werklust en het motto van de Graafschap D'ran hoefde hem niet te worden voorgehouden; dat zat in zijn karakter.

## Carrièrestatistieken
| Seizoen         | Club            | Competitie       | Competitie | Competitie | Beker | Beker | Internationaal | Internationaal | Overig | Overig | Totaal | Totaal |
| Seizoen         | Club            | Competitie       | Wed.       | Dlp.       | Wed.  | Dlp.  | Wed.           | Dlp.           | Wed.   | Dlp.   | Wed.   | Dlp.   |
| --------------- | --------------- | ---------------- | ---------- | ---------- | ----- | ----- | -------------- | -------------- | ------ | ------ | ------ | ------ |
| 1965/66         | Zwartemeer      | Tweede divisie A | 0          | 0          | 0     | 0     | 0              | 0              | 0      | 0      | 0      | 0      |
| 1966/67         | SC Drente       | Eerste divisie   | 19         | 4          | –     | 0     | 0              | 0              | 0      | 0      | –      | 4      |
| 1967/68         | SC Drente       | Tweede divisie   | 23         | 11         | –     | 1     | 0              | 0              | 0      | 0      | –      | 12     |
| 1968/69         | SC Drente       | Tweede divisie   | 30         | 20         | 0     | 0     | 0              | 0              | 0      | 0      | 30     | 20     |
| 1969/70         | SC Cambuur      | Eerste divisie   | 18         | 4          | 1     | 1     | 0              | 0              | 0      | 0      | 19     | 5      |
| 1970/71         | SC Cambuur      | Eerste divisie   | 25         | 14         | 3     | 1     | 0              | 0              | 0      | 0      | 28     | 15     |
| 1971/72         | SC Cambuur      | Eerste divisie   | 28         | 4          | –     | –     | 0              | 0              | 0      | 0      | 28     | 4      |
| 1972/73         | SC Cambuur      | Eerste divisie   | 32         | 10         | 1     | 0     | 0              | 0              | 0      | 0      | 33     | 10     |
| 1973/74         | De Graafschap   | Eredivisie       | 27         | 1          | 1     | 0     | 0              | 0              | 0      | 0      | 28     | 1      |
| 1974/75         | De Graafschap   | Eredivisie       | 26         | 4          | 0     | 0     | 0              | 0              | 0      | 0      | 26     | 4      |
| 1975/76         | De Graafschap   | Eredivisie       | 21         | 4          | 3     | 0     | 0              | 0              | 0      | 0      | 24     | 4      |
| 1976/77         | FC VVV          | Eredivisie       | 29         | 5          | 1     | 0     | 0              | 0              | 0      | 0      | 30     | 5      |
| 1977/78         | FC VVV          | Eredivisie       | 22         | 3          | 1     | 0     | 0              | 0              | 0      | 0      | 23     | 3      |
| 1978/79         | SC Cambuur      | Eerste divisie   | 28         | 6          | 1     | 0     | 0              | 0              | 0      | 0      | 29     | 6      |
| 1979/80         | SC Cambuur      | Eerste divisie   | 26         | 11         | 2     | 1     | 0              | 0              | 6      | 1      | 34     | 13     |
| 1980/81         | SC Cambuur      | Eerste divisie   | 30         | 3          | 1     | 0     | 0              | 0              | 0      | 0      | 31     | 3      |
| 1981/82         | SC Cambuur      | Eerste divisie   | 26         | 0          | 2     | 0     | 0              | 0              | 0      | 0      | 28     | 0      |
| Carrière totaal | Carrière totaal | Carrière totaal  | 410        | 104        | –     | 4     | 0              | 0              | 6      | 1      | –      | 109    |

## Elftalfoto
Artikel Johan Derksen